# Haut et Fort
Haut et Fort (lit. ‘Alt i fort’; àrab: علي صوتك, ʿalī ṣawtak, lit. ‘Alça la veu!’) és un film francomarroquí del 2021 dirigit per Nabil Ayouch. Ha estat subtitulat al català.

## Sinopsi
L’Anas és un raper retirat que treballa en un centre cultural del Marroc, a Sidi Moumen, i encoratja els estudiants a alliberar-se del pes de les tradicions per a viure apassionadament i trobar en la cultura hip-hop un mitjà d'expressió nou. Així doncs, faran un concert per a fer públics l'excitació que senten envers la música. Amb tot, l'Anas toparà amb la resistència de les famílies musulmanes que sostenen que l'islam prohibeix a les noies jóvens de cantar i ballar.

## Repartiment
- Ismail Adouab com a Ismail
- Nouhaila Arif com a Nouhaila
- Samah Baricou com a Samah
- Abdelilah Basbousi com a Abdou
- Anas Basbousi com a Anas
- Soufiane Belali com a Soufiane
- Zineb Boujemaa com a Zineb
- Amina Kannan com a Amina
- Marwa Kniniche com a Marwa
- Maha Mennane com a Maha
- Meryem Nekkach com a Meryem
- Mehdi Razzouk com a Mehdi

## Producció
És el setè llargmetratge dirigit per Nabil Ayouch. Va ser guonat per ell mateix juntament amb Maryam Touzani i va ser produït per Ali n’ Productions. Està basat en fets reals i Ayouch es va inspirar en Entre les murs i Fame per a crear-lo. De fet, els actors comparteixen el nom dels personatges. Formen un repartiment coral i són intèrprets no professionals. El rodatge va tenir lloc a Les Étoiles, un centre cultural a Sidi Moumen fundat pel mateix Ayouch juntament amb Mahi Binebine el 2014.

## Distribució
Va ser presentat el 15 de juliol del 2021 al 74è Festival Internacional de Cinema de Canes. Va arribar a les sales de cinema marroquines el 3 de novembre del 2021 i a les franceses a través d'Ad Vitam el 10 de novembre del 2021. En canvi, a Itàlia va començar a distribuir-la Lucky Red el 23 de juny del 2022 i a Espanya, La Aventura Audiovisual el 21 de desembre del 2022.

## Recepció

### Crítica
Al lloc web francès AlloCiné va obtenir una puntuació mitjana dels crítics de 3,2/5. D'altra banda, a Rotten Tomatoes va ser aprovat pel 86 % i va ser valorat amb un 6,5/10. Per a acabar, a Metacritic les sensacions van ser generalment favorables amb 64/100 punts.
El crític Kaleem Aftab de Cineuropa va comparar la pel·lícula amb 8 Mile per ser «una obra d'avantguarda construïda a través de la música». També va elogiar la direcció de fotografia d'Amine Messadi i Virginie Surdej, i el final allunyat dels clixés del gènere. En canvi, Paula Arantzazu Ruiz de l'Ara va ressaltar-ne l'autenticitat i la qualitat d'esperançadora. A més, va veure en el personatge de l'Anas «la rèplica urbana i marroquina del Robin Williams d’El club dels poetes morts».

### Premis i nominacions
El juny del 2021, Haut et Fort va ser seleccionat com a candidat a la Palma d'Or del Festival de Canes. Es tracta del primer film marroquí nominat en 59 anys. En canvi, hi va rebre el Premi al Cinema Positiu. A més a més, va optar a representar el Marroc per a l'Oscar a la millor pel·lícula de parla no anglesa en la 94a edició dels premis, però al final no va ser el triat.